# 茄苳景觀大道

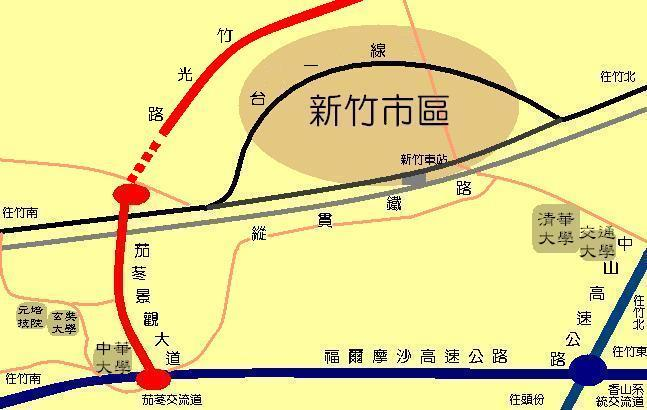
景觀大道週邊地圖

茄苳景觀大道（Jiadong Scenic Blvd.）是位於台灣新竹市香山區之聯外道路。路幅30米、全6.9公里，通車於2003年2月。北接竹香南路；南至雙林路一段。其中柴橋路至五福路二段路段為縣道117號的一部分。為連結新竹市區台1線與福爾摩沙高速公路的主要道路。

## 簡介
茄苳景觀大道最初為「新竹東南山區外環道路計畫」之一部份。其動機為分擔光復路至新竹交流道之車流，以及作為崎嶇狹窄之縣道117號途中青草湖、香山地區、中華大學、玄奘大學、元培科技大學等地之替代道路。
此道大部份位於山區，呈南北走向。全線北起新竹市北區牛埔、經茄苳交流道，南至新竹南郊之古車路。地勢落差較大，或山峰之間路段築有高架橋相銜，計有四座。大致路線為：牛埔 - 頂埔高架橋 - 牛埔山 - 牛埔山高架橋 - 客雅山 - 內獅高架橋 - 茄苳湖山 - 茄苳高架橋 - 茄苳交流道 - 古車路。其中客雅山另岔出客雅大道，可通往新竹科學園區的明湖路（亦屬縣道117號）。
茄苳景觀大道定位為新竹第一條景觀道路。全線加強燈光照明與橋樑意象設計，並設置觀景台與休憩區，可遠眺新竹市區。觀景台闢建人行步道沿馬路通往山下，成為新竹著名的夜景勝地。

## 沿經行政區域
- 香山區

## 車道配置
- 竹香南路－牛埔東路：雙向各二車道，並各設有一機車道（內線禁行機慢車）
- 牛埔東路－柴橋路：
  - 快車道：雙向各二車道（全線禁行機慢車）
  - 慢車道：雙向各一車道
  - 設置中央綠化安全島及快慢車道分隔島
- 柴橋路－茄苳北街：雙向各三車道及中央綠化安全島（內線禁行機慢車）
- 茄苳北街－雙林路二段：雙向各二車道（內線禁行機慢車）

## 課題
- 道路興建時大幅改變原有地貌，擴大了三姓公溪的集水區，曾使美芝城社區發生水患，工程單位便在茄苳湖山附近設置了滯洪池。[2][3]
- 通車初期全線並未區分快、慢車道（如下圖），今已施作分隔島。

## 道路實景照片

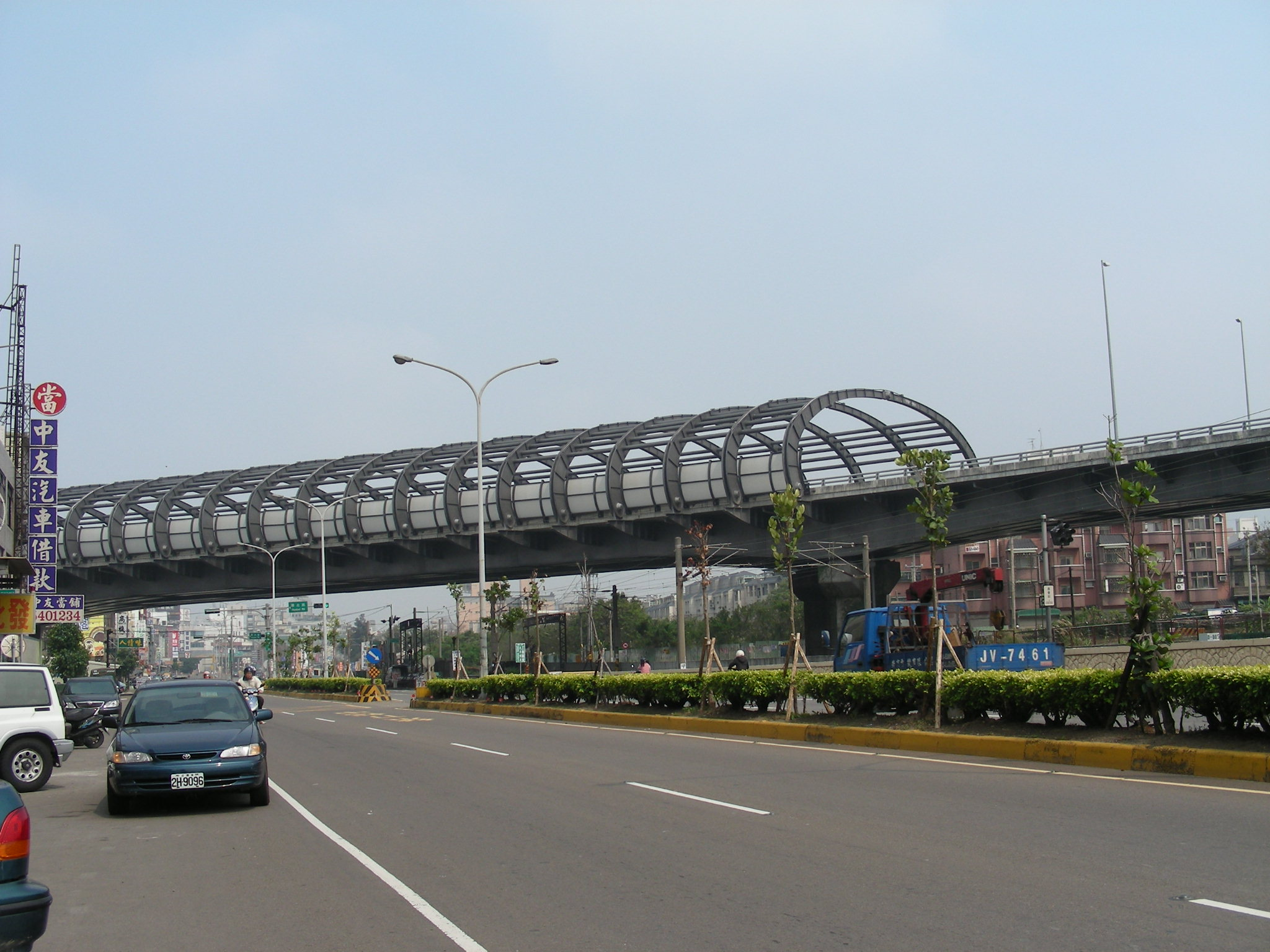
頂埔高架橋跨越省道台1線及縱貫鐵路
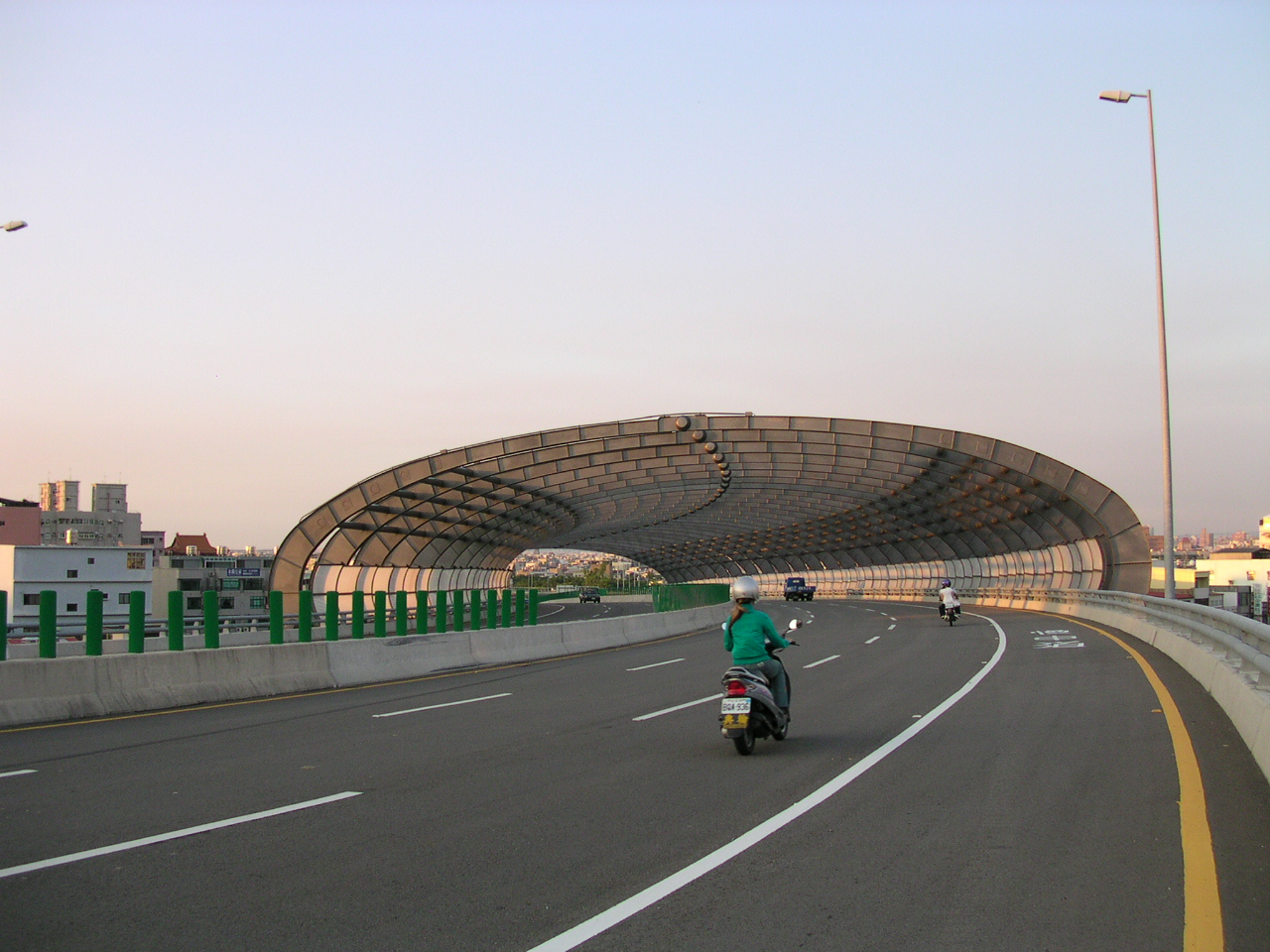
頂埔高架橋近貌